# 초능력
초능력(超能力,)은 초자연적인 현상을 일으킬 수 있다고 믿어지는 정신적인 힘을 말한다. 초감각적 지각(超感覺的知覺, ESP)이 이에 포함된다.

## 역사 및 연구
초능력의 인식은 고대로부터 존재했다. 고대 문화에서는, 신, 조상, 영혼 같은 존재들과 대화할 수 있는 이들의 능력이 묘사된다. 제 6감의 심령현상으로서의 근대적인 연구는 19세기 초부터 시작되었다.
미국에서는 제2차 세계대전 이후에 동물들의 특수 능력을 연구하였고, 1970년대 말 ~ 1990년대 초반에는 이를 발전시켜 인간에 대한 연구를 진행하였다는 보고서 내용이 공개되기도 했다.
대한민국에서는 1970년대 중반부터 '초능력'이 언론에 등장하였는데, 신통력이나 보통 사람의 한계를 뛰어넘는 능력 정도로 인식되었고, 참선이나 자기최면 등의 정신 수련을 통하여 초능력을 발휘할 수 있다고 주장되기도 하였다. 1984년에는 유리 겔라가 한국을 방문, KBS의 생방송 TV쇼에 등장하여 화제가 되었다.
구 소련의 붕괴 후 초능력 연구는 진행되지 않게 되었으나, 신기술을 이용하여 과학적인 방법으로 초능력을 구현할 수 있게 될 것이라는 전망이 있다.

## 유형
초능력에는 다음과 같은 유형이 존재한다.
천리안, 유체이탈, 투시, 투청, 리모트 뷰잉
멀리 떨어져 있거나 격리된 사람, 장소, 사건 등에 대한 인지를 하는 능력이다.
텔레파시
도구를 사용하지 않고 멀리 떨어져 있는 사람과 의사소통하는 능력이다.
예지, 역행인지
다른 시간에 대한 인지를 하는 능력이다.
제육감
위험을 사전에 알아차리는 능력이다.
아우라
다른 사람이 감지하지 못하는 타인의 양상에 대한 인지한다.
사이코메트리
물건에 닿음으로 소유자에 대한 정보를 알아내는 것이다.
영매, 영안
영혼과 정보를 주고받는 능력을 갖고 있는 사람. 또는, 초감각적 지각을 사용할 수 있는 사람을 말한다. '영매'는 투시, 투청, 유체이탈, 염력 등을 포함하기도 한다.
정신조종
남의 정신을 자기의 힘으로 마음껏 조종한다.(이 때, 행동도 마음껏 조종한다.)
제노글로시
배운 적이 없는 외국어를 읽고 쓰고 말하고 이해하는 초능력이다.
염력
멀리 떨어져 있는 다른 사람, 동물, 또는 장비를 조종하는 능력이다. ( 범위를 넓혀서 물, 불, 바람 등 자연환경을 조종하는 능력도 염력이다.)
순간이동
아주 짧은 시간 이내에 모든 곳을(예:역사의 한장면, 먼 미래 등등) 이동하는 능력이다.

## 비판
제육감의 심령현상이 실재할 가능성은 종종 과학계나 일반 사회로부터 의심이 제기된다. 전직 마술사였던 제임스 랜디는 '심령, 초과학 현상을 일으킬 수 있는 능력을 시연해 주면 1백만 불의 상금을 주겠다'고 제안한 바 있다. 하지만, 아직까지 아무도 기초적인 테스트를 통과하지 못했다.

## 관련 문화
초능력은 초자연현상과 함께 종종 공상 소설이나 만화·영화·드라마·게임∙웹툰의 소재가 되었다.
소설
- 《악령시리즈》

만화
- 《나의 히어로 아카데미아》
- 《귀멸의 칼날》

애니메이션;
- 《고스트헌트》

웹툰
- 《잉여특공대》
- 《순정빌런》

영화
공포영화와 과학영화의 소재로 주로 등장한다.
- 《캐리》(1976년)
- 《엑소시스트》
- 《스캐너스》
- 《엑스맨》
- 《E.T.》(1982년)
- 《초능력자》(2010년) 등
- 《극장판 TRICK 영능력자 배틀로얄》
- 《TRICK 극장판 2》
- 《TRICK 극장판》

드라마
- 《히어로즈》
- 《트릭 3》
- 《트릭 2》
- 《트릭》
- 《무빙》

컴퓨터 게임
스타크래프트의 프로토스는 초감각(사이오닉)을 무기로 사용한다.
메이플스토리의 키네시스는 "ESP리미터" 라고 하는 초능력 조절장치를 주무기로 쓰며, 염동력을 사용하여 물체를 들거나 조종해서 적을 공격한다. 적을 들 수도 있다. (3차 전직 때부터 쓸 수 있다.)

## 같이 보기
- 무당
- 마술
- 노스트라다무스
- 제임스 랜디
- 신비주의
- 회의주의
- 초심리학
- en:Psionics